# ロバート・J・マズーカ
ロバート・J・"ボブ"・マズーカ (Robert J. "Bob" Mazzuca、1947年 - ）はボーイスカウトアメリカ連盟の11代事務総長（en）。 同職務を2007年から2012年8月31日まで務めた。

## 経歴
ロバート・マズーカは1947年にカリフォルニア州のサンファンバウティスタで生まれた。少年時代、ボーイスカウト28隊（現在の428隊）に所属し、1964年にイーグル・スカウト章を取得。スカウト時代に、彼はモントレイ・ベイ地域連盟のピコ・ブランコキャンプに四度にわたって参加し、そのうち2回はスタッフとして参加した。マズーカはEsselen Lodgeの一員としてオーダー・オブ・ザ・アロー（[[:en:Order of the Arrow]]）に叙任された。
1970年、マズーカはカリフォルニア・ポリテクニック州立大学で教養学士の学位を取得した。
マズーカとその妻Nanetteの間には二人の息子がおり、その一人のVince Mazzucaは2003年から2005年にかけてと2006年から2007年にかけてボルモチア地域連盟の専門指導者として奉仕した。

## スカウティング
マズーカのスカウティング指導者としての経歴は1971年にカリフォルニアのモデスト地区でエクスプローリングの監督担当の事務になったことから始まる 。1975年にはサクラメントのエクスプローリング監督担当となり、野営行事奉仕委員に昇進した。
1983年、マズーカはストックトンの連盟理事となる。後に西部地域理事として奉仕し、その後にサクラメントに理事として戻った。1992年、南部地域の副地域理事となり、1995年に大ピッツバーグ連盟の理事となった。
2005年、彼は全国委員会開発グループ全国理事となり、2006年に事務次長となった。2007年11月、Roy Williamsの後任として事務総長に就任した。
マズーカは全国カトリックスカウト委員会の終身委員である 。2008年7月、H. Toe Bartle Scout ReservationにおいてTribe of Mic-Osayの名誉議長に就任した。2009年、マズーカは殊勲イーグルスカウト章(en)を受章した。
マズーカはボーイスカウトアメリカ連盟事務総長として1,211,572ドルの報酬を寄付金から与えられた。これはCharity Watchによると史上4番目に多い額であった。
2012年に事務総長を退任し、後任は前アメリカ連盟事務次長のWayne Brockが就任した。

## 名誉と栄典
MazzucaはTribe of Mic-O-Say（ボーイスカウトアメリカ連盟のホーナー・ソサエティ）の指導者として第5代事務総長を務めた 。2009年、ゴールデンアロー殊勲奉仕章を受章。